# Renato César
Renato César Pérez (Maldonado, 16 agosto 1993) è un calciatore uruguaiano, centrocampista del Dep. Maldonado.

## Palmarès

### Club

#### Competizioni nazionali
- Campionato uruguaiano: 2

Nacional: 2010-2011, 2011-2012
- Challenge League: 1

Lugano: 2014-2015